# Fushë Krujë
Fushë Krujë là một đô thị trong quận Krujë thuộc hạt Durrës, Albania. Dân số năm 2005 là 18619 người.